# Blackburn Botha
Die Blackburn B-26 Botha war ein britisches Militärflugzeug aus der Zeit des Zweiten Weltkriegs. Sie wurde auf die gleiche Ausschreibung des Air Ministry für einen Seeaufklärer und Torpedobomber hin wie die Bristol Beaufort entwickelt. Genauso wie ihre Konkurrentin hatte das Muster von Anfang an mit Triebwerksschwierigkeiten zu kämpfen; im Gegensatz zur Beaufort konnten diese jedoch nicht gelöst werden, was letztendlich zur Ausmusterung des Flugzeugs führte.

## Entwicklung
Da die eigentlich vorgesehenen Bristol-Taurus--Triebwerke mit 1146 PS Leistung nicht verfügbar waren, mussten in die ersten Serienmaschinen die Perseus-X-Triebwerke vom selben Hersteller mit lediglich 892 PS eingebaut werden. Der Erstflug fand am 28. Dezember 1938 statt; nach einigen Änderungen kam es am 12. Dezember 1939 zur Indienststellung.
Der Einsatz des Musters war von Anfang an ein Misserfolg – zu den Problemen mit den Triebwerken kamen noch unerklärliche Abstürze. Auch eine Leistungssteigerung der Perseus-Motoren auf 944 PS konnte das Muster nicht fronttauglich machen. Von den ausgelieferten 580 Exemplaren gingen 120 durch Unfälle verloren; einen echten Kampfeinsatz hat das Flugzeug nie gesehen.
Spätestens 1942 wurden die letzten Botha an die Flugschulen übergeben, 1944 wurden die letzten Flugzeuge ausgemustert.

## Produktionszahlen
Die Botha wurde in Großbritannien bei Blackburn in den Werken Brough und Dumbarton gebaut.
| Brough | Dumbarton | Summe |
| ------ | --------- | ----- |
| 380    | 198       | 578   |

| Jahr  | Anzahl |
| ----- | ------ |
| 1939  | 18     |
| 1940  | 347    |
| 1941  | 162    |
| 1942  | 51     |
| Summe | 578    |

## Technische Daten

Dreiseitenansicht

| Kenngröße             | Daten                                                               |
| --------------------- | ------------------------------------------------------------------- |
| Besatzung             | 4                                                                   |
| Länge                 | 15,58 m                                                             |
| Spannweite            | 17,98 m                                                             |
| Höhe                  | 4,46 m                                                              |
| Flügelfläche          | 48,12 m²                                                            |
| Flügelstreckung       | 6,7                                                                 |
| Leermasse             | 5366 kg                                                             |
| Startmasse            | 8369 kg                                                             |
| Antrieb               | zwei Sternmotoren Bristol Perseus XA mit je 944 PS (694 kW)         |
| Höchstgeschwindigkeit | 401 km/h in 1675 m Höhe                                             |
| Dienstgipfelhöhe      | 5335 m                                                              |
| Reichweite            | 2044 km                                                             |
| Bewaffnung            | drei 7,7-mm-MG und ein Torpedo, Bomben oder Wasserbomben bis 907 kg |